# 鷲谷亘
鷲谷 亘（わしや わたる、1956年9月7日 - ）は元プロ野球審判員。秋田県鹿角郡出身。審判員袖番号は29（1988年初採用から1996年引退まで）。

## 来歴・人物
秋田市立高、東洋大学までは投手。大学時代は小柄だったことと、同期にプロでも活躍した松沼雅之という大投手がいたため、控えであった。卒業後の1979年にセ・リーグ審判部に入局する。審判員の同期にはパリーグ審判であった新屋晃がいた。日本シリーズの出場はないが、オールスターには1990年に出場している。若くして一軍審判となるが、視力減退を理由に1996年引退。その後郷里の秋田県に帰り、審判用具を中心としたスポーツ用品販売などを行う会社「GO-STOP-CALL.COM」を設立。2008年7月からは東京・北区に場所を移して営業を継続している。
鷲谷が担当していた試合で、人々の記憶に残っている試合は2試合ある。1つ目は1982年8月31日の大洋 - 阪神戦（横浜スタジアム）において、阪神の島野育夫・柴田猛両コーチによる審判団殴打事件である。三塁塁審をつとめていた鷲谷が阪神の藤田平の三塁線上の飛球をファウルと判定したことに両コーチが激高、岡田功らとともに暴行を受けた。2つ目は1994年5月18日の巨人 - 広島戦（福岡ドーム）で、この試合巨人の槙原寛己がプロ史上15人目の完全試合を達成している。鷲谷が球審をつとめていた。
「鷲」の文字は、後楽園球場で1970年より導入された電光式スコアボードにおいては、ドット数が少なく表示が不可能であったため「ワシ谷」と表記されていた。